# Tunel Munt-la-Schera
Tunel Munt la Schera (také Tunnel Munt la Schera, Tunnel Livigno) pod Munt la Schera je silniční tunel spojující Engadin ve švýcarském kantonu Graubünden s městem Livigno v italské provincii Sondrio. Za jeho použití se vybírá mýtné. Byl vybudován kvůli stavbě přehrady Punt dal Gall na švýcarsko-italských hranicích, která byla dokončena v roce 1968. Sloužil k přepravě stavebního materiálu pro 130 metrů vysokou obloukovou přehradu. Po dokončení zdi a zatopení jezera byl tunel s omezeními otevřen i pro běžný provoz. Vlastní jej elektrárny Engadine.
Tunel je dlouhý 3385 metrů, začíná v Punt la Drossa v údolí Ova dal Fuorn na celoročně otevřené silnici vedoucí na průsmyk Ofenpass a vede východně od soutěsky Spölschlucht prakticky rovně na jih k severnímu břehu jezera Lago di Livigno. Oba portály se nacházejí na území obce Zernez, tedy na švýcarském území. Od jižního portálu vede silnice na západ přes Punt dal Gall a poté na jih - stále podél břehu přehrady - do Livigna. Švýcarská celní stanice se nachází u severního portálu tunelu, mýtná stanice elektrárny Engadine na přehradní zdi a italská celní stanice na jejím západním konci; státní hranice vede přes přehradní zeď.
Tunel může být využíván pouze jedním jízdním pruhem, ke změně směru jízdy dochází obvykle každých 15 minut. V době hlavní lyžařské sezóny je tunel otevřen denně mimo sobotu v každou hodinu pouze v jednom směru. V sobotu je tunel otevřen od 0:00 do 6:00 pro střídavou dopravu, od 6:00 do 9:00 pouze ve směru na Švýcarsko (poslední vozidla jsou vpuštěna do tunelu v 9:00) a od 10:00 do 18:00 pouze ve směru na Livigno, od 18:00 do 24:00 opět pro střídavou dopravu. V noci je střídavé používání tunelu regulováno světelnou signalizací. Povolena je jízda vozidel o maximální výšce 3,6 metru a maximální šířce 2,5 metru. Používání tunelu je zpoplatněno mýtným, které se platí u jižního portálu v mýtné budce na stěně hráze. Od 1. ledna 2010 je tunel otevřen nepřetržitě, dříve byl tunel v noci uzavřen. Od poloviny roku 2008, kdy byl oficiálně zakázán vjezd do tunelu na kolech, jezdí od poloviny června do poloviny září každou půlhodinu mezi 10:00 a 15:00 kyvadlová doprava pro cyklisty. Kvůli rostoucímu turistickému ruchu docházelo v zimě na silnici Ofenpass ke stále častějším dopravním zácpám, které blokovaly přístup do údolí Münstertal. Této situaci se nyní snaží čelit "zóny řízení dopravy". Cestující do Livigna jsou zde shromažďováni na náměstích proti proudu řeky a poté jsou po blocích pouštěni tunelem. 